# Willy e Yves Groux
Willy Groux (Cannes, 22 maggio 1924 – Cannes, 1º dicembre 2017) e 
Yves Groux (Cannes, 22 maggio 1924) sono due fumettisti francesi gemelli.

## Biografia
Sono nati a Cannes il 22 maggio 1924. Si iscrissero insieme all'École nationale des beaux-arts di Parigi. Yves era iscritto con il n. 8533 e Willy con il n. 8535. La loro carriera professionale di fumettisti inizia all'età di 23 anni, quando nel 1947 contribuiscono con 76 tavole al settimanale Donald, dove disegnano Les aventures de Monsieur de la Guerche, un'avventura di cappa e spada tratta da un romanzo.
Dal 1949 al 1953 lavorarono per Éditions Mondiales, dove pubblicarono più di 20 storie in diversi settimanali dell'editore, tra cui il piccolo formato Super Aventure. "Ci furono subito affidate due grandi serie settimanali da seguire, che spesso apparivano anche in prima pagina: Le capitaine Risque-Tout nella rivista Tarzan e Le capitaine Blood in l'Intrépide. Due fumetti contemporaneamente. Che successo! Sono storie di pirati perché siamo stati classificati in quel genere. Queste due storie di pirati sono state ripubblicate all'inizio degli anni Cinquanta dalle Éditions Mondiales in 2 superbi albi di grande formato (27 x 37 cm). In seguito, abbiamo prodotto molte storie in costume su temi storici che vanno dal pepolare al western".
Dal 1953 al 1954, quando la testata Super Aventure scomparve, pubblicarono 3 storie brevi da 12 a 16 tavole per Vaillant. Realizzarono inoltre numerose commissioni per diversi editori.
Il periodo dal 1955 al 1960 fu un periodo di intensa attività:
- Dal 1955 al 1959 passano alla Société parisienne d'édition (SPE), dove pubblicano 7 storie di 44 tavole negli albi della collana Mondial Aventures. Si trattava di adattamenti di grandi classici della letteratura come David Copperfield, Guglielmo Tell, Il pirata di W. Scott, Le avventure di Sir Arthur Gordon Pym di Edgar A. Poe, La Repubblica dei Proibiti, I tre moschettieri, ecc.
- Contemporaneamente, dal 1956 al 1960, collaborano nuovamente con le Editions Mondiales, dove pubblicano quasi cinquanta racconti di meno di 10 tavole.
- Nel 1958 tornano alla Vaillant, dove fino al 1965 disegnano 19 storie brevi di 3 o 4 tavole.

De 1960 à 1967, ils entrent au journal de Spirou en dessinant 29 histoires courtes de 4 à 5 planches des Belles Histoires de l'oncle Paul. Parallèlement,
Dal 1960 al 1967 lavorano per il giornale Spirou, disegnando 29 storie brevi di 4 o 5 tavole ciascuna per Belles Histoires de l'oncle Paul. Contemporaneamente, dal 1961 al 1963, lavorano per un editore inglese. Nel 1962, Willy abbandona i fumetti. "Yves continua da solo le storie dello zio Paul e disegna 8 storie in 5 tavole per Fleurus, Les grandes heures des villes, prima di smettere di disegnare. "Lo sviluppo dei fumetti negli anni '60 rendeva le condizioni di lavoro molto difficili. Non avevamo contratti, non avevamo diritti di ristampa e i nostri originali non ci venivano restituiti. Tutto questo portava a una grande stanchezza, ma è molto difficile analizzare le cause della nostra interruzione del lavoro tra problemi professionali e personali. Il lavoro era sempre meno e poi probabilmente abbiamo commesso l'errore di lasciare Parigi per tornare a Cannes, la nostra città natale".
Dal 1980 al 1986 tornano al fumetto, disegnando storie erotiche per le riviste Bédéadult', Neutron e Sex Bulles pubblicate dall'editore Sedem, che in seguito diventerà CAP e poi IPM.
Dopo il pensionamento, Willy e Yves intraprendono una serie di illustrazioni a guazzo basate sul film Le avventure di Robin Hood con Errol Flynn.

## Pubblicazioni
I fratelli Groux hanno lavorato per più di venti riviste diverse in cui hanno pubblicato più di 160 racconti. Oggi la maggior parte di questi racconti è introvabile, con la possibile eccezione dei racconti di Belles Histoires de l'oncle Paul pubblicati in Spirou.
- Avventure Mondiali
  - volume 27: David Copperfield
  - volume 29: Les aventures de sir Arthur Gordon Pym
- Les amours de l'histoire
  - volume 1: La Reine radieuse Cléobis (SEDEM publications 1980)
  - volume 2: Domitia et Domitien - la prostitution à Rome (CAP 1985)
- Blanche (Kesselring 1986)
- Les amants de Dieu (Neptune 1989)

### Les belles histoires de l'Oncle Paul par Willy et Yves Groux (28 histoires)
- 1960[9]:
  - Huygens invente la pendule (4 planches)
  - L'homme qui arrêta les trains (4 planches)
- 1961:
  - La symphonie héroïque (4 planches)
  - Monitor sur le Mississippi (4 planches)
  - Pieter l'intrépide (4 planches)
  - C'était un cadet de Gascogne (4 planches)
  - Orville le timide & Wilbur le silencieux (4 planches)
  - Trente six barils de poudre (4 planches)
- 1962:
  - En avant pétardiers (4 planches)
  - Héroïque Betty (4 planches)
  - Roi du violon (4 planches)
  - Un charpentier liégeois donne l'eau au roi soleil (4 planches)
  - Stirling trompe-la-mort (4 planches)
  - Le 1er prisonnier de la route aérienne du pôle (4 planches)
- 1963:
  - Opération survie… il y a 400 ans (4 planches)
  - Chiens héroïques (4 planches)
  - Le premier Marius (4 planches)
- 1964:
  - Seul contre tous (4 planches)
  - L'odyssée d'un proscrit (4 planches)
  - Les crayons portent son nom (4 planches)
  - Les naufragés de la Lutine (4 planches)
- 1965:
  - L'or de la Lutine (4 planches)
  - L'aigle s'envole de l'île d'Elbe (4 planches)
- 1966:
  - La Valette aide de camp de l'empereur (5 planches)
  - La merveille a 1000 ans (5 planches)
  - Johnny pépin de pomme (4 planches)
  - L'évadé de Koningstein (4 planches)
- 1967: Un inoffensif photographe ambulant (5 planches)